# 車站租車
車站租車系統股份有限公司（日語：株式会社駅レンタカーシステム）係日本一家經營汽車租賃、中古車販售的連鎖租車店，創設於1979年4月6日，母公司乃日本大型鐵路公司JR集團。
凡搭乘JR的旅客皆可持專用折扣票券於租車時再享折扣，當然未乘坐火車的消費者也能租車。一部分的營業所更經營汽車貸款，甚至出租自行車的業務。

## 企業經營型態
- 車站租車的營運乃由JR集團轄下七家子公司實行，營業所店面則是直營店、其他公司（大多數為JR巴士公司）所簽約委託的，甚至也有其他委託租車同業管理的營業店面。
- 交通新聞社（日语：交通新聞社）、JTB出版社（日语：JTBパブリッシング）發行的JR鐵路時刻表內的索引地圖，皆標示出附設車站租車服務的火車站，以及該租車公司的營業時間一覽。
- 一部分的營業據點（如JR東日本橫濱站）現場沒有任何準備車輛，僅能透過窗口進行書面上的手續。遇到這種情況，可以在該營業所先預約車輛、付款，然後到鄰近具備車輛的營業所取車。還車時須歸還給原辦理手續以外的營業所，但若產生額外費用，則須回到原辦理出租的營業所。
- 當然，也有營業據點不在車站大樓設施內的情況：有些位於車站前或附近，甚至也有遠離車站的營業店面。
  - 機場：女滿別機場、旭川機場、釧路機場、帶廣機場、函館機場、仙台機場等。
  - JR巴士車站：
    - 草津溫泉站（日语：草津温泉駅）：位於群馬縣吾妻郡草津町，由JR巴士關東公司經營的志賀草津高原線（日语：志賀草津高原線）其中一站。

  - JR以外之車站：
    - 宮津站：位於北近畿丹後鐵道宮津線。
    - 伊豆急下田站：位於伊豆急行伊豆急行線。
    - 佐渡兩津：位於新潟縣佐渡島兩津港（日语：両津港）。
    - 安藝站：位於土佐黑潮鐵道阿佐線（日语：土佐くろしお鉄道阿佐線）。
    - 中村站：位於土佐黑潮鐵道中村線。此外，以前曾有天橋立車站的營業所。

### 出租車輛
除了自身擁有的車輛外，有一部分的車輛來自簽約合作的馬自達租車、豐田租車等公司。由於車輛設備屬於後二者，外觀上完全沒有「車站租車」的相關標誌或字樣。

### 與JR的聯合優惠券
由於隸屬JR集團旗下，該公司與JR鐵路合作推出「鐵路與租車車票」（通常被暱稱為「東戀太君」〔之音譯〕）的優惠券，不論購買單程、來回或連續等JR車票，營業里程須超過201公里以上，則享有車資八折、特急料金（搭乘特急列車時的額外加價）九折的優惠，但希望號列車（のぞみ）及其單人房間除外。這種優惠券限定一開始必須搭乘JR鐵路，且JR出發車站與租車地所在的車站營業里程須相距101公里以上。

## 民營鐵路業者之租車店
日本幾家大型民營鐵路業者投資的日本租車公司也同樣經營汽車租賃的生意，比如東武鐵道麾下「日本租車東武公司」（ニッポンレンタカー東武）便推出「日光鬼怒川租車優惠券」，號稱是前述「鐵路與租車車票」的民鐵版本。其他東急、名鐵、阪急、近鐵、南海等大型民營鐵路公司亦成立子公司經營汽車租賃。
此外，靜岡鐵道公司也在靜岡縣境內設有「豐田租車靜岡公司」（トヨタレンタリース静岡）；該縣另一家遠州鐵道公司所投資的「豐田租車濱松公司」（トヨタレンタリース浜松）則在濱松地區開業營運。

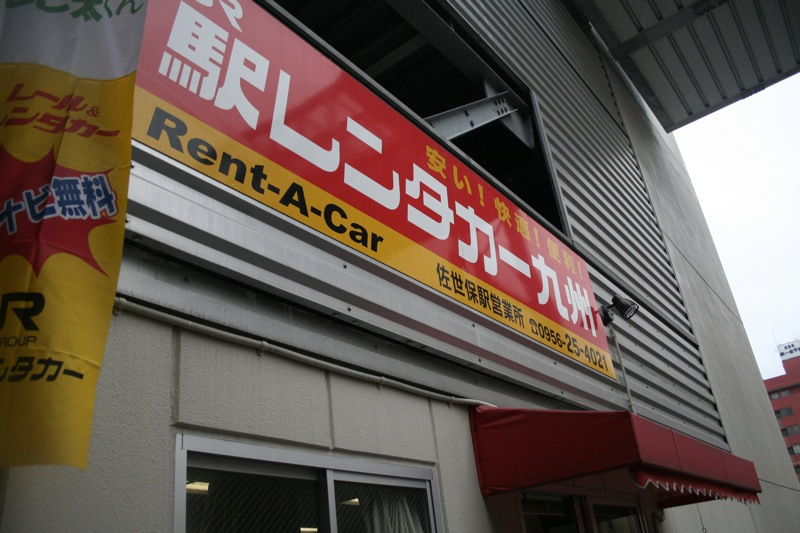
佐世保車站店外觀

## 內部連結
- JR
- 汽車租賃

## 外部連結
- （日語）日本官方網站 （页面存档备份，存于）